# 荒井健治
荒井 健治（あらい けんじ、8月2日 - ）は日本の実業家。株式会社スリースマイル代表取締役社長。なお、スリースマイルのキャッチコピーである『日本の商売を笑売に変える』というのは自身の憧れている吉田正樹の言葉である。

## 来歴・人物
- 1998年 - フジテレビ『笑う犬の生活』の影響を受け、当時の番組プロデューサーである吉田正樹と一緒に仕事がしたいという思いが募り、お笑い芸人の道へと高校2年生から足を踏み入れた。
- 2002年 - 大学推薦試験で少子高齢化社会の問題に対して前代未聞の奇抜な回答を論じたため、推薦試験の結果が不合格。校長室に呼び出され学校長、生活指導教諭、担任教諭を交えて緊急会議が行われた。再度大学受験を行い、専修大学経済学部経済学科に進学。
- 2007年 - お笑い芸人になったものの憧れのプロデューサー吉田とは出会えず、地理・歴史科/公民科の教員免許を取得するものの大学卒業後は就職試験で渡辺プロダクショングループの入社試験を受けて、2008年に内定を受け取り入社。
- 2009年 - 入社当初はスクール事業部に広報として配属。2010年にで役職が班長になるものの吉田と出会えず、仕事がしたいという思いが募る。
- 2013年8月1日 - 『日本の商売を笑売に変える』をコンセプトにした株式会社スリースマイルを設立し、同社の代表取締役に就任。